# Hungduan
Hungduan è una municipalità di quinta classe delle Filippine, situata nella Provincia di Ifugao, nella Regione Amministrativa Cordillera.
Hungduan è formata da 9 baranggay:
- Abatan
- Ba-ang
- Bangbang
- Bokiawan
- Hapao
- Lubo-ong
- Maggok
- Nungulunan
- Poblacion